# Ved et vindue i kunstnerens atelier
Ved et vindue i kunstnerens atelier er en tegning af C.W. Eckersberg, der nok er fra 1852 og nok viser kunstnerens to døtre.

## Beskrivelse
Tegningen viser en vinduesniche fra Eckersbergs atelier på Charlottenborg med to stående piger og udsigt til Charlottenborgs facade mod Kongens Nytorv.
Der er tale om det nordøstlige vindue i risalitten.
I venstre side af nichen står en trappestige, i højre side en skammel med en malerkasse. Rummet er afbildet symmetrisk og vinduets skodder er fuldt opslåede i begge sider.
Et gardin falder ned fra oven og dækker de øverste vinduesruder, således at de tolv nederste vinduesruder er synlige.
Pigerne er tegnet rygvendte, begge iført lang kjole.
De står tæt ved siden af hinanden, og pigen til venstre hviler sin venstre fod på trappestigen således af hendes sål er synlig for beskueren.
Hendes underarme hviler på den høje vindueskarm.
Pigen til højre hviler sin højre albue og underarm på vindueskarmen, mens venstre arm hænger slapt ned over hendes venstre bagdel med håndfladen vendt mod beskueren.
Pigerne når op til en højde på linje med vinduets første sprosse, den højre pige lidt højere end den venstre.
Deres hår er sat op til en lille hårknude, med undtagelse af hår der falder som slangekrøller foran ørerne.
Derved ses pigerne blottede nakke.
Pigerne synes ikke at kigge ikke ud af vinduet, men derimod have deres blik rettet mod kammen.
Begge pige har lange ærmer.
Den venstre pige har et v-formet tøjstykke der dækker hendes skulder og øverste del af ryggen.
Kjolerne har talje, der særligt er udtalt for den venstre pige.
Skørterne falder i bløde lodrette folder.
Skygge fra gardinet ses på skodderne,
og skygge fra skamlens og trappestigens ben kaster en skygge, der er forenelig med lysindfald fra et af risalittens nordvestlige vinduer.
Bladmålet er 274 millimeter (højde) gange 231 millimeter (bredde), mens billedmålet er 244 x 201 millimeter.
Tegningen er udført med pen, gråt blæk, pensel, grå og brun lavering over blyant.
Med pensel og vandfarve er der lavet en ramme om tegningen.
Forsiden af papiret har nederst til højre påskriften 1852, mens der på bagsiden (verso) står "Eckersberg 1852" og auktionsnummeret: "224".
Der ses gennemgående streger på tegningen.

## Analyse

### Datering
Tegningen regnes for at være tegnet i 1852 og forestillende hans to døtre Julie (født 1831) og Emilie (født 1824).
Tegningen er dateret til 1852 på grundlag af en egenhændig påtegning med blyant nederst til højre. Der er dog tvivl om denne datering, da alle Eckersbergs børn var voksne på dette tidspunkt. Det har derfor været foreslået, at dateringen skulle være fra 1832. Den høje vindueskarm får dog de to personer til at se ud til at være mindre og yngre, end de i virkeligheden var. Endvidere er tegningen stilistisk typisk for Eckersbergs sene arbejder.
Til støtte for årstallet 1832 har det været påpeget, at billedet kan forestille Emilie Jensine Eckersberg født 1817 og Julie Wilhelmine Eckersberg født 1820.
Disse to døtre har altså været omkring 15 og 12 år i 1832.
Med dateringen 1852 bliver det en af Eckersberg seneste værker.
Til støtte for den sene datering skriver kunsthistorikeren Erik Fischer
| „ | ..tegningen er stilistisk meget typisk for Eckersbergs sene arbejder, som p.gr.a. hans svækkede syn mister tidligere tegningers dagklare præcision. De sene tegninger, ..., virker slørede, mere tøvende i stregen | “ |
|   | — Erik Fischer, Tegninger af C.W. Eckersberg, Statens Museum for Kunst 1983, s.210 |   |

### Kommentarer og vurderinger
I en kommentar til billedet fandt Vibeke Vibolt Knudsen at billedets "elementer er harmonisk afbalanceret i forhold til hinanden"
og at dets egentlig indhold er rummet snarere end de to "anonyme" kvinder.
Hun fremdrager, at Eckersberg med baggrund i perspektivlæren skaber "en billedverden, hvor den indre, lovbundne harmoni, bestemt af naturens fornuft, kunne holde kaos på afstand."

### Relation til andre værker
Der eksisterer andre tegninger fra Eckersbergs atelier.
Fra Anton Dorphs hånd stammer Interiør fra C.W. Eckersbergs atelier, en tegning med bly og tusch fra omkring 1848, der viser det nordlige hjørne.
Her ses to vinduer, et nordvestligt og det nordøstlige som også ses i Eckersbergs tegning. I Dorphs tegning er skodderne lukkede for det ene vindue, der ses i Eckersbergs tegning.
I Dorphs tegning ses også to stole på et lille podium, et hjørneskab, en skammel med malerkasse og et staffeli.
Skamlen ligner den, som man ser i Eckersbergs tegning.
Hjørneskabets placering er i overensstemmelse med placeringen angivet på et plan over Eckersberg bolig udarbejdet af hans søn Jens Juel Eckersberg omkring 1853.
Placeringen har været så hjørneskabet lige akkurat falder uden for Eckersbergs tegnings synsfelt.
I Martinus Rørbyes skitsebog finder man flere tegninger fra Charlottenborg, der viser interiøret med kunststuderende som maler og tegner.
Disse er skabt noget tidligere i 1825 eller 1826 og må vise det sydvestlige hjørne af Eckersbergs atelier.
I en af disse skitser ser man modellen kigge ud af atelieret sydligste vindue stående på et podium.
En skammel med malerkasse ses også i disse værker.
I 1845 tegnede Eckersberg Udsigt fra Kuppelsalen på Charlottenborg over Botanisk Have.
Ser man bort fra skyggerne er døråbningen til den franske altan i denne menneskeløse tegning tegnet næsten symmetrisk.
De åbne døre i tegningen er tegnet perspektivisk som vinduesskodderne og nichen i Ved et vindue i kunstnerens atelier.
Den stående rygvendte kvinde ses ikke sjældent som motiv i dansk billedkunst. For eksempel malede Eckerberg selv i 1841 En nøgen kvinde sætter sit hår foran et spejl.
Den rygvendte kvinde foran vindue går igen i for eksempel Anna Anchers Pigen i køkkenet fra 1883/1886 og Georg Achens Drømmevinduet i det gamle Liselund Slot fra 1903.
Fra Eckersbergs parisertid findes tillige en interiørtegning, der viser en kvinde og en pige siddende ved et vindue. Her er personerne dog ikke rygvendte.
Eckersbergs elev Ludvig August Smith skabte i 1853 et maleri, Interiør med mor og datter ved vindue, hvor flere elementer fra Eckersbergs værker går igen: To personer ved vinduesniche i færd med dagligdags gøremål, vindueskarm, vinduessprosser og udsigt til hustage.
Her er der dog vægt på den genremæssige skildring med personerne, en mor og hendes barn, i centrum.

## Proveniens og udstillinger
Tegningen indgår i Statens Museum for Kunsts Den Kongelige Kobberstiksamling.
Den kan dog ikke normalt ses, kun efter aftale.
Den blev købt på en auktion efter Jens Eckersberg den 29. april 1892 som katalognummer 224.
Museet har digitaliseret og gjort den tilgængelig fra deres webkatalog.
Tegningen indgik i udstillingen Øjenlyst. 53 tegninger fra Den Kgl. Kobberstiksamling i 1933 og Eckersberg-udstillingen En smuk løgn fra 2015. Ved denne sidste udstilling blev den vist i både København og Hamborg.
Tegningen er gengivet og beskrevet i Peter Michael Hornung og Kasper Monrads bog C.W. Eckersberg — dansk malerkunsts fader.
Man ser den også gengivet i en række andre bogværker.